# Формула-1 — Гран-прі Сан-Марино
Гран-прі Сан-Марино (італ. Gran Premio di San Marino) — один із етапів чемпіонату світу з автоперегонів у класі Формула-1. Проводився з 1981 до 2006 року на Автодромі Енцо та Діно Ферарі у місті Імола, біля Апенінських гір в Італії. По суті, був другим італійським гран-прі у календарі чемпіонату світу, номінально носячи звання національного гран-прі держави (Сан-Марино), що знаходиться неподалік автодрому. Гран-прі потрапив до календаря чемпіонату після того, як на трасі в Імолі було проведено Гран-прі Італії 1980 року, яке повернулося наступного року на автодром у Монці.

## Переможці Гран-прі Сан-Марино

### Переможці за роками
| Рік  | Пілот                  | Конструктор       | Місце проведення | Докладніше |
| ---- | ---------------------- | ----------------- | ---------------- | ---------- |
| 2006 | Міхаель Шумахер        | Феррарі           | Імола            | Результати |
| 2005 | Фернандо Алонсо        | Рено              | Імола            | Результати |
| 2004 | Міхаель Шумахер        | Феррарі           | Імола            | Результати |
| 2003 | Міхаель Шумахер        | Феррарі           | Імола            | Результати |
| 2002 | Міхаель Шумахер        | Феррарі           | Імола            | Результати |
| 2001 | Ральф Шумахер          | Вільямс-БМВ       | Імола            | Результати |
| 2000 | Міхаель Шумахер        | Феррарі           | Імола            | Результати |
| 1999 | Міхаель Шумахер        | Феррарі           | Імола            | Результати |
| 1998 | Девід Култхард         | Макларен-Мерседес | Імола            | Результати |
| 1997 | Гайнц-Гаральд Френтцен | Вільямс-Рено      | Імола            | Результати |
| 1996 | Деймон Хілл            | Вільямс-Рено      | Імола            | Результати |
| 1995 | Деймон Хілл            | Вільямс-Рено      | Імола            | Результати |
| 1994 | Міхаель Шумахер        | Бенеттон-Форд     | Імола            | Результати |
| 1993 | Ален Прост             | Вільямс-Рено      | Імола            | Результати |
| 1992 | Найджел Менселл        | Вільямс-Рено      | Імола            | Результати |
| 1991 | Айртон Сенна           | Макларен-Хонда    | Імола            | Результати |
| 1990 | Рікардо Патрезе        | Вільямс-Рено      | Імола            | Результати |
| 1989 | Айртон Сенна           | Макларен-Хонда    | Імола            | Результати |
| 1988 | Айртон Сенна           | Макларен-Хонда    | Імола            | Результати |
| 1987 | Найджел Менселл        | Вільямс-Хонда     | Імола            | Результати |
| 1986 | Ален Прост             | Макларен-ТАҐ      | Імола            | Результати |
| 1985 | Еліо де Енжеліс        | Лотус-Рено        | Імола            | Результати |
| 1984 | Ален Прост             | Макларен-ТАҐ      | Імола            | Результати |
| 1983 | Патрік Тамбе           | Феррарі           | Імола            | Результати |
| 1982 | Дідьє Піроні           | Феррарі           | Імола            | Результати |
| 1981 | Нельсон Піке           | Бребхем-Форд      | Імола            | Результати |

### Багаторазові переможці (пілоти)
| Кількість перемог | Пілот           | Роки                                     |
| ----------------- | --------------- | ---------------------------------------- |
| 7                 | Міхаель Шумахер | 1994, 1999, 2000, 2002, 2003, 2004, 2006 |
| 3                 | Айртон Сенна    | 1988, 1989, 1991                         |
| 3                 | Ален Прост      | 1984, 1986, 1993                         |
| 2                 | Найджел Менселл | 1987, 1992                               |
| 2                 | Деймон Хілл     | 1995, 1996                               |

### Багаторазові переможці (конструктори)
| Кількість перемог | Конструктори | Роки                                           |
| ----------------- | ------------ | ---------------------------------------------- |
| 8                 | Вільямс      | 1987, 1990, 1992, 1993, 1995, 1996, 1997, 2001 |
| 8                 | Феррарі      | 1982, 1983, 1999, 2000, 2002, 2003, 2004, 2006 |
| 6                 | Макларен     | 1984, 1986, 1988, 1989, 1991, 1998             |

## Смерті на Гран-прі
- Роланд Ратценбергер, загинув після аварії у повороті Вільнев протягом кваліфікації до Гран-прі 1994 року (30 квітня 1994 року).
- Айртон Сенна, загинув після аварії у повороті Тамбурелло, в момент лідерства у перегонах, 1 травня 1994 року.